# Tour Down Under
Tour Down Under je etapový závod v silniční cyklistice, který se jezdí každoročně v Austrálii od roku 1999. Je jediným závodem na území Austrálie a Oceánie, zařazeným do nejvyšší kategorie UCI World Tour. Koná se v druhé polovině ledna, start i cíl jsou ve městě Adelaide. Sponzorem je naftařská firma Santos Ltd. Trať vede po rovině, jedinou horskou prémií je Willunga Hill. Název závodu pochází z hovorového označení pro Austrálii Down Under (Dole vespod). Vedoucí závodník jezdí v trikotu okrové barvy, symbolizujícím lateritovou půdu pokrývající většinu Austrálie.

## Seznam vítězů
| Rok  | Země               | Jezdec            | Tým                           |
| ---- | ------------------ | ----------------- | ----------------------------- |
| 1999 | Austrálie          | Stuart O'Grady    | Crédit Agricole               |
| 2000 | Francie            | Gilles Maignan    | AG2R Prévoyance               |
| 2001 | Austrálie          | Stuart O'Grady    | Crédit Agricole               |
| 2002 | Austrálie          | Michael Rogers    | Australian Institute of Sport |
| 2003 | Španělsko          | Mikel Astarloza   | AG2R Prévoyance               |
| 2004 | Austrálie          | Patrick Jonker    | UniSA                         |
| 2005 | Španělsko          | Luis León Sánchez | Liberty Seguros-Würth         |
| 2006 | Austrálie          | Simon Gerrans     | AG2R Prévoyance               |
| 2007 | Švýcarsko          | Martin Elmiger    | AG2R Prévoyance               |
| 2008 | Německo            | André Greipel     | Team High Road                |
| 2009 | Austrálie          | Allan Davis       | Quick Step                    |
| 2010 | Německo            | André Greipel     | Team HTC-Columbia             |
| 2011 | Austrálie          | Cameron Meyer     | Garmin-Cervélo                |
| 2012 | Austrálie          | Simon Gerrans     | GreenEDGE                     |
| 2013 | Nizozemsko         | Tom-Jelte Slagter | Blanco Pro Cycling            |
| 2014 | Austrálie          | Simon Gerrans     | Orica-GreenEDGE               |
| 2015 | Austrálie          | Rohan Dennis      | BMC Racing Team               |
| 2016 | Austrálie          | Simon Gerrans     | Orica-GreenEDGE               |
| 2017 | Austrálie          | Richie Porte      | BMC Racing Team               |
| 2018 | Jižní Afrika       | Daryl Impey       | Mitchelton–Scott              |
| 2019 | Jižní Afrika       | Daryl Impey       | Mitchelton–Scott              |
| 2020 | Austrálie          | Richie Porte      | Trek–Segafredo                |
| 2021 | Nejelo se          | Nejelo se         | Nejelo se                     |
| 2022 | Nejelo se          | Nejelo se         | Nejelo se                     |
| 2023 | Austrálie          | Jay Vine          | UAE Team Emirates             |
| 2024 | Spojené království | Stephen Williams  | Israel–Premier Tech           |
| 2025 | Ekvádor            | Jhonatan Narváez  | UAE Team Emirates XRG         |

## Vítězství dle zemí
| Vítězství | Země                                                    |
| --------- | ------------------------------------------------------- |
| 14        | Austrálie                                               |
| 2         | Německo Jižní Afrika Španělsko                          |
| 1         | Ekvádor Francie Nizozemsko Spojené království Švýcarsko |